# Gmina Hayes (hrabstwo Crawford)

Położenie Gminy Hayes w hrabstwie Crawford

Gmina Hayes (ang. Hayes Township) – gmina w USA, w stanie Iowa, w hrabstwie Crawford. Według danych z 2000 roku gmina miała 274 mieszkańców, a jej powierzchnia wynosi 90,83 km².